# 魔豆

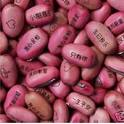
魔豆

魔豆，近年來在中國、台灣和香港興起的玩意，種子上刻有幸福之類的字眼，用的是紅刀豆和白刀豆的種子。刀豆種子外層堅硬，發芽時生長奇特，因此有商人將其種子表面用鐳射刻上祝福語句，置入特製易開罐內或藏於人造蛋殼中上市販售。